# اوچ‌درق
اوچ‌درق یکی از روستاهای استان آذربایجان شرقی است که در دهستان چاراویماق مرکزی بخش مرکزی شهرستان چاراویماق واقع شده‌است.

## جمعیت
در سرشماری سال ۱۳۸۵ جمعیت این روستا ۳۷۶ نفر و ۷۵ خانوار بود.